# Lingua rukai
La lingua rukai è la madrelingua del popolo Rukai, un'etnia di aborigeni taiwanesi. Essa fa parte delle lingue formosane, della più grande famiglia delle lingue austronesiane. Circa 10.000 sono i suoi parlanti, di cui solo alcuni monolingua. La lingua rukai ha diversi dialetti, tra i quali si distinguono il mantauro, il tona ed il maga.